# Домовищки манастир
Домовищкият манастир „Света Параскева“ (на гръцки: Ιερά Μονή Αγίας Παρασκευής Δομαβιστίου) е православен манастир край село Ератира (Селица), Егейска Македония, Гърция, най-старият манастир на Сисанийската и Сятищка епархия.

## Местоположение
Манастирът е разположен на 950 m надморска височина в планината Синяк (Синяцико), северно от Ератира, на 3 km на източно от пътя за Намата (Пипилища), край изоставеното днес село Домовища (Фламурия). Тъй като е в непосредствена близост до селата Пелеканос (Пелка) и Намата (Пипилища), понякота се нарича и Пелекански (Αγία Παρασκευή Πελεκάνου) и Наматски (Αγία Παρασκευή Ναμάτων).

## История
Епископ Антим Севастийски, в свой труд за манастирите в Сисанийската митрополия от 1900 година, описва икона на Света Параскева върху бял плат, датираща от 1362 година, което е признак, че манастирът вече е съществувал. На иконата имало неграмотен гръцки надпис, според който тя била подарена от Мильо Михо (τοῦ Μίχου) от село Домовища (Τομαβίστη) и обновена в 1775 година от Доротей в Сисани: ΤΗΝ ΠΑΡΟΝ ΗΚΟΝΑ ΤΗΝ ΣΤΕΛΝΟ ΕΓΩ Ο ΜΙΛΙΟΣ ΤΟΥ ΜΙΧΟΥ ΣΤΟ ΤΟΜΑΒΗΣΤΗ ΕΙΣ ΤΟ ΜΟΝΑΣΤΗΡΙΟΝ ΤΗΣ ΑΓΙΑΣ ΠΑΡΑΣΚΕΥΗΣ ΚΑΙ ΕΣΤΩ ΕΙΣ ΜΝΗΜΟΣΥΝΟΝ ΤΟΥ ΜΙΧΑΗΛ 1362 ΑΥΓΟΥΣΤΟΥ 21. В надписа, след бележката за дарението, се чете: ἔτει 1362 αὐγούστου 21. Според Иван Снегаров тая дата ще да е поставена от обновителя на иконата, въз основа на дата отъ сътворението на света. Днес тази икона не е оцеляла.
Второ свидетелство е приписка в един януарски миней, отпечатан във Венеция в 1629 година, която гласи: „Ἱερά Μονὴ τῆς Ἁγίας Παρασκευῆς Δομαβιστίου. Ἐκτίστηκεν τοῦ ἔτους ατκθ (1329) ἐπὶ τὴν Ἡγουμενίαν Μιχαήλ Ἰερομονάχου“ „Светият манастир на Света Параскева Домавищка. Построен в 1329 година по време на игуменството на йеромонах Михаил“.

### Ктиторски надпис от 1761 година
Ктиторският надпис е запазен в горната част над входа, водещ към наоса. Той се състои от четири реда, първите три от които са написани с главни букви, а последният с малки. Буквите на надписа са написани с черно върху пепелен хоросан. Надписът гласи:
| „ | [1]76α Ἠα[νουαρί]ου [8] Θ(ε)οῦ βοηθοῦντος κ(αὶ) ἱ εὐχὶ τ(ῆς) Ἁγί(ας)· Παρασκευῆς ἦλθεν ὁ Μοϋσὶς ἱερομόναχος κ(αὶ) [ἐ]κηνούργοσεν τὸ παλεουθὲν ἐριμομένο μοναστίριον· ἱ πατρίδα τοῦ ἰπάρχι ἐκ Μπελιγράδι κ(αὶ) ἐζογράφισεν κ(αὶ) τὴν παρούσαν ἰκόνα ἀρχιερατεύοντος τοῦ Πανιεροτάτου Δεσπότου Νικιφόρου· σισάνιον : ἐτεληόθη=- 1769 νοεμβρίου 25 :· [1]76α на 8 януари, с Божията помощ и молитвите на Света Параскева, дойде йеромонах Моисей и възстанови стария, запустял манастир; родината му е Белград, също така изрисува и настоящето изображение при управлението на Всесветейшия владика Никифор Сисанийски: завършена=- 25 ноември 1769 г. | “ |

Информация се отнася до по-късен ремонт на манастира, продължил около осем години. От надписа става ясно, че е имало период на запустение на манастира (παλεουθὲν ἐριμομένον μοναστήριον), докато в 1761 година някой си йеромонах Моисей от Белград не предприема ремонта му. Глаголът „ἐκηνούργοσε“ на втория ред предполага ремонт на манастира. Вероятно са извършени някои реставрационни дейности или дори католиконът е построен отново на мястото на по-стар. Според архитектурата и стенописите сегашният католикон е от края на XVII век. Ремонтните дейности започват на 8 януари 1761 година и са завършени на 25 ноември 1769 година, когато престола на епископията е зает от Никифор Охридчанин (1746 – 1769).
На третия ред се казва, че йеромонах Моисей е изписал стенописите и е съставил надписа. В текста има много правописни грешки, някои съкращения се срещат главно в окончанията на думите: „Θ(ε)οῦ, τ(ῆς) Ἁγί(ας)“, докато ударенията и придинахията са поставени с относителна последователност. Далеч от родината си зографът декларира мястото си на произход, Белград. Подписването на произведението, служи за разпознаване на неговото изкуство, защото производството на стенописи или икони е имало търговски характер. Досега не са идентифицирани други произведения от същия зограф.
Настоящият католикон от края на XVII век има поразителни архитектурни сходства със съседния манастир „Преображение Господне“ в Дриовуно (Дряново), който е от 1592 година.
Над манастира има пещери аскетарии и е имало предание, че тук има гробове на военоначалници на Александър Велики.
От 1800 до 1840 година манастирът е ограбван четири пъти. В 1875 година войници на Шемши бей от Ляпчища отново го ограбват, опожаряват и избиват монасите. В края на XIX век манастирът е беден и се издържа от милостиня.
Манастирът заедно с девет други манастира в епархията става метох на Черушинския манастир. В периода 1930 – 1950 година манастирът „Света Параскева“ е изоставен.
В 1943 година германските окупационни части обират манастира и опожаряват всички сгради без църквата. В 50-те години на XX век манастирът е изоставен и днес оцелява единствено католиконът.
В 2001 година манастирът е възстановен от митрополит Антоний Сисанийски и Сятищки.

## Описание

### Архитектура
Католиконът е сравнително малка църква, с външни размери (12,45 м x 6,40 m). Принадлежи към типа двукорабна кръстовидна вписана църква, но начинът, по който е построена с едноскатен покрив, напомня външно за еднокорабна куполна базилика. На изток стърчи петстранната апсида на светилището, което отвътре е полукръгло с протезис и диаконикон, вписани в източната стена. На запад притворът е отделен от основната църква с правилна стена и има два входа, един на западната стена и един на южната. Отворите за осветление са малки, характерна черта по време на периода на турско владичество. Зидарията на манастира се състои от комбинация от тухлена конструкция и дървена конструкция.

### Иконостас
Във вътрешността има ценна дърворезба. От XVII век е красивият резбован позлатен иконостас, дело на майстори от Епир, подобен на този в „Света Параскева“ в Сятища.

### Стенописи
Стенописите са изработени в началото на XVII век от майстори от Линотопи. Стенописите са документирани, но в сравнително добро състояние са запазени тези в светилището и в източната част на наоса. В западната част са запазени само две сцени на западната стена – Възкресение Лазарево и Влизане в Йерусалим. Останалите повърхности са покрити с мазилка. В нартекса единствената изписана повърхност е разположена на трегера на входа, водещ към наоса, където са изобразени сцени от живота и мъченичеството на Света Параскева. Сцената е разделена на квадрати с различни теми, свързани с живота, чудесата и мъченичеството на светицата, рамкиращи централното ѝ изображение в цял ръст. Днес стенописът е претърпял значителни повреди, като обезцветяване и избледняване на детайлите на лицата. В тази малка иконографска композиция, под централното изображение на Света Параскева, е и надписът за обновяването на манастира.
- Стенописи от църквата